# فرودگاه گیردوود
فرودگاه گیردوود (به انگلیسی: Girdwood Airport) یک فرودگاه همگانی بهره‌برداری هوایی است که یک باند فرود شن دارد و طول باند آن ۶۳۶ متر است. این فرودگاه در شهر گیروود، آلاسکا کشور ایالات متحده آمریکا قرار دارد و در ارتفاع ۴۶ متری از سطح دریا واقع شده‌است.